# Teodulo Mabellini
Teodulo Mabellini (ur. 2 kwietnia 1817 w Pistoi, zm. 10 marca 1897 we Florencji) – włoski kompozytor i dyrygent.

## Życiorys
Początkowo studiował w Pistoi u Giuseppe Pillottiego i Giuseppe Gherardeschiego, następnie w latach 1833–1836 kształcił się w Instituto Reale Musicale we Florencji. W 1836 roku wystawił swoją pierwszą operę, Matilde di Toledo, która odniosła wielki sukces. Zachwyconą nią książę Leopold II udzielił Mabelliniemu stypendium, które umożliwiło mu dalsze studia w Novarze u Saverio Mercadantego. W 1842 roku osiadł na stałe we Florencji, gdzie w latach 1843–1859 był dyrygentem orkiestry Società Filarmonica. W 1847 roku otrzymał posadę kapelmistrza na toskańskim dworze książęcym. Od 1859 do 1887 roku był wykładowcą kompozycji w Instituto Reale Musicale. W latach 1863–1880 wraz ze 100-osobowym zespołem prowadził monumentalne Concerti Popolari, w ramach których propagował twórczość kompozytorów austriackich i niemieckich. Dokonał włoskich prawykonań wielu symfonii Josepha Haydna, W.A. Mozarta, Ludwiga van Beethovena i Felixa Mendelssohna. W 1869 roku skomponował część Lux aeterna do mszy żałobnej za Gioacchino Rossiniego, wspólnego przedsięwzięcia 13 włoskich kompozytorów.

## Ważniejsze kompozycje
(na podstawie materiałów źródłowych)

### Utwory orkiestrowe
- Symfonia D-dur (1838)
- Gran fantasia na flet, róg, trąbkę, puzon i orkiestrę (1846)

### Opery
- Matilde di Toledo (wyst. Florencja 1836)
- Rolla (wyst. Turyn 1840)
- Ginevra degli Almieri (wyst. Turyn 1841)
- Il Conte di Lavagna (wyst. Florencja 1843)
- I Veneziani a Costantinopoli (wyst. Rzym 1844)
- Maria di Francia (wyst. Florencja 1846)
- Il venturiero (wyst. Livorno 1851)
- Il convito di Baldassare (wyst. Florencja 1852)
- Fiammetta (wyst. Florencja 1857)

### Oratoria
- Eudossia e Paolo o I martiri (wyst. Florencja 1845)
- L’ultimo giorno di Gerusalemme (wyst. Florencja 1857)

### Kantaty
- La caccia (1839)
- Raffaello Sanzio (1842)
- Il ritorno (1846)
- L’Etruria (1849)
- Cantata elegiaca (1850)
- Saul (1857)
- Le antiche festività fiorentine (1860)
- Gli orti oricellari (1863)
- Lo spirito di Dante (1865)
- Le feste rossiniane (1873)

### Inne
- hymn narodowy Wielkiego Księstwa Toskanii L’Italia risorta (1847)
- oda symfoniczna Michelangelo Buonarroti (1875)
- 6 mszy (E-dur 1840, e-moll 1843, b-moll 1847, F-dur 1852, b-moll 1862, F-dur 1863)
- Messa solenne F-dur na głosy solowe, organy, wiolonczelę i kontrabas (1882)
- Responsori della Settimana Santa (1847)
- Requiem (1851)
- Ecce sacerdos magnus (1857)
- Ave Maria (1867)
- Qui tollis (1872)
- Agnus Dei (1872)
- Domine ad adjuvandum (1873)
- Laudate pueri (1873)